# Abdul Karim Qassim
Abdul Karim Qassim (arabisk: عبد الكريم قاسم `Abd al-Karīm Qāsim) (1914 – 9. februar 1963) var en nationalistisk irakisk officer som tog magten i Irak ved et militærkup 14. juli 1958 hvor kong Faisal blev styrtet. Qassim regerede Irak som premierminister indtil han selv blev styrtet og henrettet ved et nyt kup i 1963.